# 구본임
구본임(1969년 2월 2일 ~ 2019년 4월 21일)은 대한민국의 배우이다.
2019년 4월 21일 비인두암으로 투병 중 50세로 별세하였다.

## 학력
- 서울예술대학 연극학과

## 연기 활동

### 드라마
- 2007년 《외과의사 봉달희》 ... 이순정 역
- 2007년 《얼렁뚱땅 흥신소》 ... 최면치료사 역
- 2008년 《우리들의 해피엔딩》
- 2008년 《사랑해》 ... 은행원 역
- 2008년 《신의 저울》 ... 옥탑방 집주인 역
- 2009년 《탐나는도다》 ... 종달 모 역
- 2009년 《솔약국집 아들들》 ... 아이의 보호자 역
- 2010년 《검사 프린세스》 ... 나유미 역
- 2011년 《신의 퀴즈 2》 ... 김명신 역
- 2011년 《버디버디》
- 2011년 《시티헌터》 ... 국과수 연구원 역
- 2012년 《로맨스가 필요해 2012》 ... B사감 선생님 역
- 2012년 《판다양과 고슴도치》 ... 미라 역
- 2013년 《주군의 태양》 ... 은하고시텔 주인 역
- 2013년 《맏이》 ... 팽 여사 역 (특별출연)
- 2014년 《호텔킹》 ... 김여사 역
- 2015년 《맨도롱 또똣》 ... 고유자 역
- 2016년 《싸우자귀신아》 ... 꽃처녀 보살 역

### 영화
- 1992년 《미스터 맘마》 ... 상아 모 친구 을 역
- 1994년 《마누라 죽이기》 ... 경옥 역
- 2003년 《선생 김봉두》 ... 성만 어머니 역
- 2004년 《여선생 VS 여제자》 ... 경수 모 역
- 2005년 《종려나무 숲》 ... 무당 역
- 2005년 《미스터 주부 퀴즈왕》 ... 이금심주부 역
- 2006년 《음란서생》 ... 광헌 처 역
- 2006년 《국경의 남쪽》 ... 중국집 주인 역
- 2006년 《미녀는 괴로워》 ... 택시 아줌마 역
- 2007년 《화려한 휴가》 ... 뚱보 수녀 역
- 2007년 《아름다운 편의점》
- 2007년 《못말리는 결혼》 ... 아줌마 역
- 2007년 《식객》 ... 호성처 역
- 2007년 《열한번째 엄마》 ... 반장 모 역
- 2007년 《아름다운 편의점》
- 2008년 《여름, 속삭임》 ... 경숙 역
- 2008년 《그녀는 예뻤다》 ... 이발소 여인 역
- 2010년 《우리 만난 적 있나요》 ... 반장 부인 역
- 2011년 《사물의 비밀》 ... 윤원장 역
- 2011년 《결정적 한방》 ... 철구엄마 역
- 2012년 《늑대소년》 ... 정씨 부인 역

### 공연
- 2007년 《세친구》 ... 김수희 역
- 2008년 《단편극릴레이, 바통》
- 2009년 6월 《짠》 ... 본임 역
- 2009년 8월 《짠》 ... 본임 역
- 2009년 8월 《세친구》 ... 수희 역
- 2013년 《블랙코미디》 ... 퍼니벌 역
- 2014년 《허풍》 ... 유모 역